# 파울 슈나이스
파울 하인리히 슈나이스(독일어: Paul Heinrich Schneiss, 1933년 3월 15일~2022년 2월 11일)는 독일인 목사이다. 1933년, 중국 후난성 창사시에서 선교사인 아버지의 아들로 태어났다. 독일 하이델베르크 대학에서 신학을 공부하였고, 1958년 일본으로 파견되는 등 동아시아 선교사로 활동했다. 1970년부터는 독일의 진보적 선교단체인 동아시아선교회(DOAM) 소속이 되어 동아시아 관련 활동을 계속하게 되었으며, 이때부터 한국에도 드나들며 하이델베르크 대학의 은사인 한 교수가 소개해준 그의 친구인 한국인 목사 안병무 등과 교류하며 친분을 쌓게 된다. 수유리의 크리스천 아카데미에서 안병무, 서남동, 강원용 등과 어울리며 한국교회사, 한국의 민주화 운동 현황을 접한다.
1972년 유신독재의 시작, 1973년의 김대중 납치 등을 거치며 한국의 친구들 걱정에 거듭 한국을 방문했고, 이무렵부터 입국금지된 해외 체류 인사들과 국내 민주화운동 인사들 사이의 메신저 역할을 하기도 했다. 특히 1975년부터 일본의 시사월간지 <사카이>에 'TK생'이라는 필명으로 연재된 '남한으로부터의 편지'의 비밀 원저자인 지명관 교수(당시 일본 체류)에게 새 자료를 전달하며 집필을 돕는 역할을 맡았다. '남한으로부터의 편지'는 그렇게 1988년까지 15년 동안 연재되는 동안 원저자가 철저히 베일에 가려져 있었다.
남한 당국은 슈나이스 목사의 이런 메신저 역할을 눈치채고 김대중 씨의 대법원 재판(명동 3·1 민주 구국선언 사건 재판) 직후인 1978년 12월 홍콩으로 강제출국시킨 뒤 입국금지(페르소나 논 그라타)시킨다. 그 후 그의 아내인 기요코 여사가 메신저 역할을 자청했고, 아들, 딸까지 나서서 1984년까지 약 200회의 서울 방문이 이뤄졌으며, 그때마다 소식들이 오갔다.
1980년 5월 광주에서 일어난 5.18민주화운동 당시에는 서울에 있던 부인 기요코 사쿠라이 여사가 직접 목격한 군부대 이동 소식을 일본에서 들은 후, 당시 독일국영방송 동경특파원이던 위르겐 힌츠페터를 광주로 파견해 전두환 군사독재정권의 만행을 생생하게 보도하여 세계의 양심을 깨우는 데 일조하였다. 이에 대한 공로를 인정받아 2011년 오월어머니상(오월어머니회 주관)을 수상하기에 이른다.
2012년 7~8월에는 제주 강정마을과 광주를 방문하고 "세계지식인 강정평화선언"에도 참여하였다.
2022년 2월 11일, 독일에서 별세하였다.